# Rete Manila 1
Rete Manila 1 chiamata anche Telemanila, è stata un'emittente locale di Torino nata alla fine degli anni settanta.

## Storia della tv
Prima tv locale a colori, Telemanila nasce nel 1978 per iniziativa di Franco Marmello dalle ceneri della tv locale TVC, che aveva trasmesso dal 1977 per alcuni mesi sperimentando il colore (pur trasmettendo solo in bianco e nero), grazie alla tecnologia RGB fu avanguardista nell'utilizzo del chroma-key. 
Grazie all'accordo tra i due proprietari Franco Marmello e Umberto Clivio, l'emittente televisiva si legò a Radio Manila, con cui condivideva gli studi in via Leinì 40/f a Torino.
Tra i personaggi famosi della tv troviamo Pino Maffi ex TTI precursore di "Colpo Grosso" con gli spogliarelli delle casalinghe che in questa occasione crea il nuovo personaggio Tarzanpino. Debutto fra gli intrattenitori di Piero Chiambretti, già conduttore a radio ABC italiana con "Radio lupo", che presentava con tono dissacrante, spesso su un divano dal cortile degli studi o esternamente in via Leinì, forgiando il suo personaggio.
L'emittente nel 1982 cambiò il nome in Rete Manila, per poi essere acquisita da una casa d'aste milanese che in breve lasciò le frequenze a R1, che ripeté in alcuni orari la TV svizzera TSI.
Nel corso di una serie di puntate sulla storia delle tv libere, il programma di Canale 5 Matrix il 3 novembre 2006 ha mandato in onda alcuni vecchi filmati delle trasmissioni di Rete Manila con Piero Chiambretti. Il comico è poi intervenuto, intervistato da Enrico Mentana, e ha raccontato divertito curiosi aneddoti sulla sua esperienza a Rete Manila 1.

## Le precedenti denominazioni
Nasce nel 1976 come TVC e trasmette sul canale 46 UHF di Torino. 
Nel 1977 cambia nome e canale spostandosi sul 44 UHF. Il nome è Radio Tele Manila, omonimo della Radio già esistente. Nel 1980 le proprietà radio e televisione si dividono e diventano Radio Manila e Rete Manila 1. Nel 1983 Rete Manila 1 viene acquisita da una casa d'aste milanese e viene chiamata Nuova Manila che durerà fino al 1985, anno di chiusura definitiva della tv, venduta come ramo d'azienda e ancora oggi esistente con altre finalità, con il vecchio nome di Rete Manila 1.